# Hyperolius glandicolor
Hyperolius glandicolor es una especie de anfibios de la familia Hyperoliidae.
Habita en Kenia, sur de Somalia, Tanzania, Ruanda, Burundi y sur de Uganda; posiblemente República Democrática del Congo, posiblemente norte de Malaui y posiblemente norte de Mozambique.
Su hábitat natural incluye sabanas secas, sabanas húmedas, zonas secas de arbustos, zonas de arbustos tropicales o subtropicales secos, praderas secas a baja altitud, praderas húmedas o inundadas en alguna estación, praderas tropicales o subtropicales a gran altitud, ríos, pantanos, lagos de agua dulce, lagos temporales, marismas y corrientes intermitentes de agua dulce, tierra arable, pastos, jardines rurales, áreas urbanas, áreas de almacenamiento de agua, estanques, excavaciones a cielo abierto, zonas de regadío, tierras de agricultura parcial o temporalmente inundadas y canales y diques.